# Kanton Avion
Avion is een kanton van het Franse departement Pas-de-Calais. Het kanton maakt sinds januari 2007 deel uit van het arrondissement Lens, daarvoor behoorde het tot het arrondissement Arras.

## Gemeenten
Het kanton Avion omvatte tot 2014 de volgende gemeenten:
- Avion (hoofdplaats)
- Méricourt (deels)

Vanaf 2015 zijn dat : 
- Avion (hoofdplaats)
- Acheville
- Méricourt
- Sallaumines